# Lundby landskommun
För Lundby landskommun i Västmanlands län, se Lundby landskommun, Västmanland.
Lundby landskommun var en landskommun på Hisingen i Göteborgs och Bohus län.

## Historia
I Lundby socken i Östra Hisings härad inrättades denna landskommun, när 1862 års kommunalförordningar trädde i kraft. Lundby socken hade 6 030 invånare den 31 december 1888. I kommunen inrättades 19 juni 1891 Lundby municipalsamhälle. 
Enligt kungligt brev av den 3 mars 1905 upphörde med ingången av år 1906 Lundby kommuns hela område i administrativt, kommunalt och judiciellt hänsende, samtidigt som municipalsamhället upplöstes varefter det inkorporerades med Göteborgs stad.
Vid Ceresgatan låg Lundby kommunalhus, ritat av arkitekt Adrian C. Peterson. Huset stod klart i oktober 1897 och var polisstation 1929-1984. Sällskapet Länkarna av 1948 tog sedan över.